# Olympische Sommerspiele 1968/Leichtathletik – 200 m (Männer)

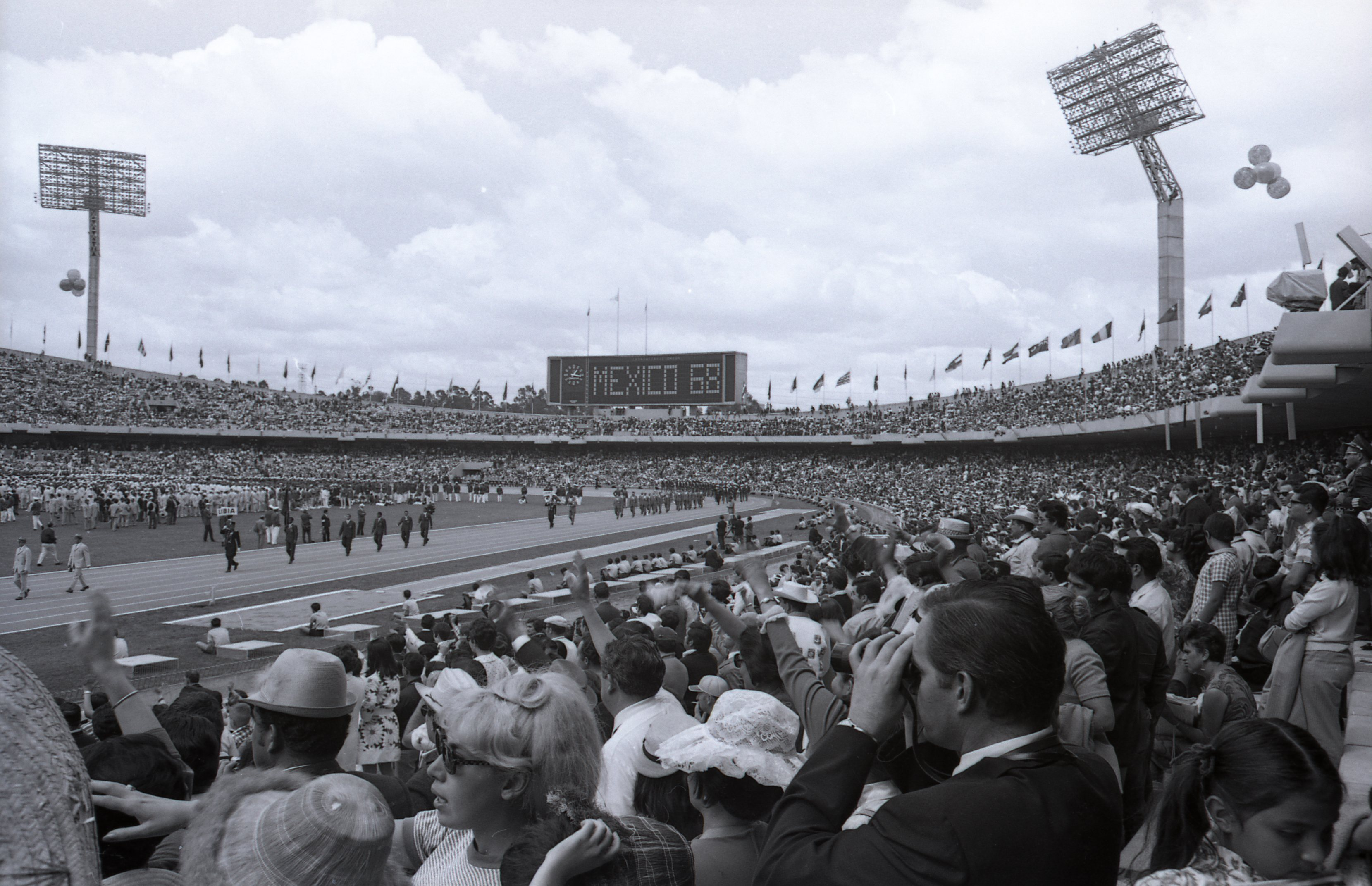
Das Olympiastadion während der Eröffnungsfeier 1968

Der 200-Meter-Lauf der Männer bei den Olympischen Spielen 1968 in Mexiko-Stadt wurde am 15. und 16. Oktober 1968 im Estadio Olímpico Universitario ausgetragen. Fünfzig Athleten nahmen teil.
Olympiasieger wurde der  US-Amerikaner Tommie Smith. Er gewann mit einer neuen Weltrekordzeit vor dem Australier Peter Norman und John Carlos aus den USA.
Eine besondere Berühmtheit erlangte der Wettkampf nach dem Rennen durch den Protest bei der Siegerehrung. Tommie Smith und John Carlos wollten damit für die damals sehr aktuelle afroamerikanische Bürgerrechtsbewegung Black Power demonstrieren und ihren Protest gegen die Unterdrückung der Schwarzen in den USA zum Ausdruck bringen. Das vom Fotojournalisten John Dominis aufgenommene Foto wurde auf Titelseiten in aller Welt abgedruckt.
Für die Bundesrepublik Deutschland – offiziell ‚Deutschland‘ – starteten Joachim Eigenherr und Gert Metz. Während Metz im Vorlauf ausschied, kam Eigenherr bis ins Finale, in dem er Achter wurde. Die Schweiz wurde durch Hansruedi Wiedmer vertreten, der im Viertelfinale scheiterte. Läufer aus der DDR – offiziell ‚Ostdeutschland‘ –, Österreich und Liechtenstein nahmen nicht teil.

## Rekorde

### Bestehende Rekorde
| Weltrekord         | 20,0 s | Tommie Smith ( USA) | Sacramento, USA        | 4. April 1964 – über 220 Yards = 201,168 m |
| Olympischer Rekord | 20,3 s | Henry Carr ( USA)   | Finale OS Tokio, Japan | 17. Oktober 1964                           |

### Rekordegalisierungen / -verbesserungen
Der bestehende olympische Rekord wurde fünfmal egalisiert oder verbessert, der Weltrekord wurde einmal verbessert.
- Olympische Rekorde
  - 20,3 s (egalisiert) – Tommie Smith (USA), zweiter Vorlauf am 15. Oktober bei einem Rückenwind von 0,5 m/s
  - 20,2 s – Peter Norman (Australien), sechster Vorlauf am 15. Oktober bei einem Rückenwind von 1,2 m/s
  - 20,2 s (egalisiert) – Tommie Smith (USA), drittes Viertelfinale am 15. Oktober bei Windstille
  - 20,1 s – John Carlos (USA), erstes Halbfinale am 16. Oktober bei einem Rückenwind von 0,2 m/s
  - 20,1 s (egalisiert) – Tommie Smith (USA), zweites Halbfinale am 16. Oktober bei einem Rückenwind von 0,6 m/s
- Weltrekord
  - 19,8 s – Tommie Smith (USA), Finale am 16. Oktober bei einem Rückenwind von 0,9 m/s

## Durchführung des Wettbewerbs
Fünfzig Athleten traten am 15. Oktober zu den insgesamt sieben Vorläufen an. Die jeweils ersten Vier – hellblau unterlegt – sowie die nachfolgend vier Zeitschnellsten – hellgrün unterlegt – kamen ins Viertelfinale am selben Tag. Daraus qualifizierten sich die jeweils vier Laufbesten – wiederum hellblau unterlegt – für das Halbfinale am 16. Oktober. In den Vorentscheidungen qualifizierten sich die jeweils vier Erstplatzierten – hellblau unterlegt – für das Finale, das am selben Tag stattfand.

## Zeitplan
15. Oktober, 10:30 Uhr: Vorläufe

15. Oktober, 15:40 Uhr: Viertelfinale

16. Oktober, 15:20 Uhr: Halbfinale

16. Oktober, 17:50 Uhr: Finale
Anmerkung: Alle Zeiten sind in Ortszeit Mexiko-Stadt (UTC −6) angegeben.

## Vorrunde
Datum: 15. Oktober 1968, ab 10:30 Uhr

### Vorlauf 1
Wind: ±0,0 m/s

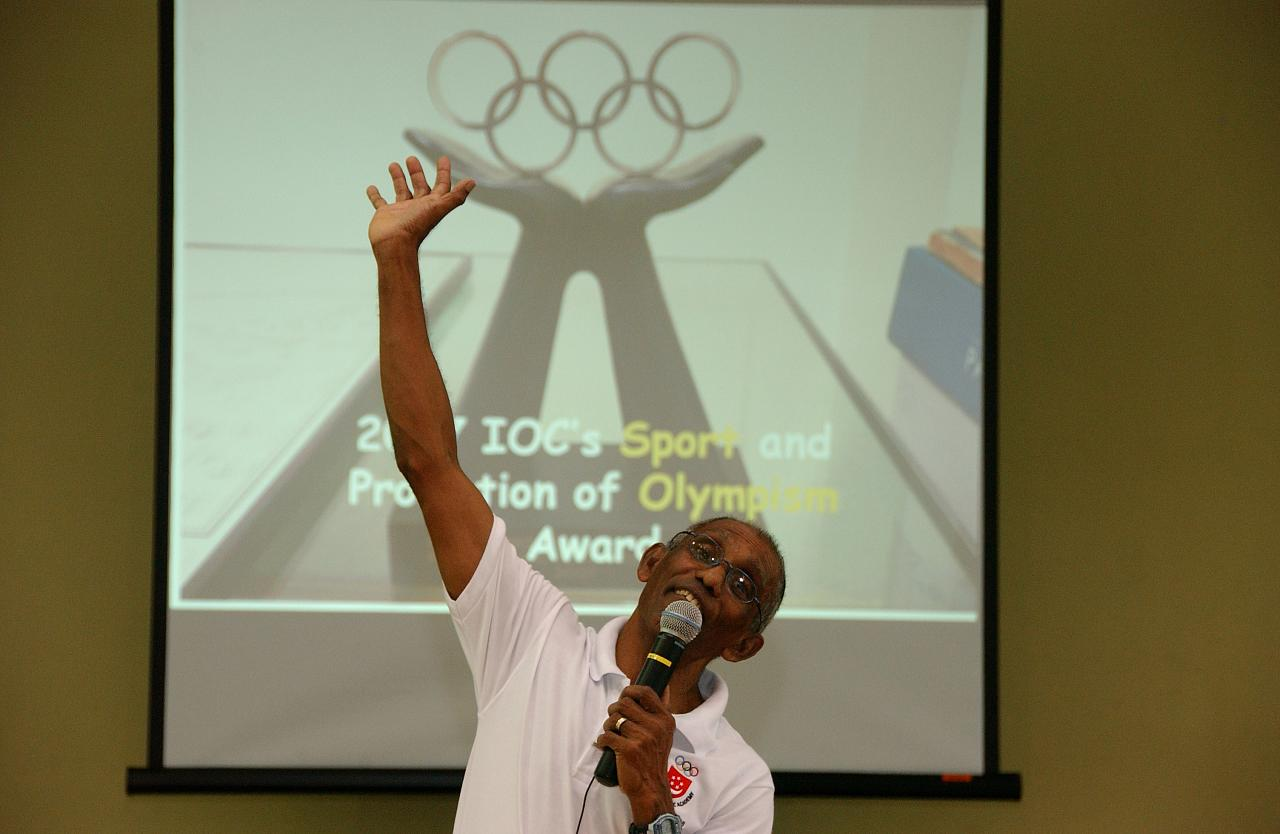
Canagasabai Kunalan (hier im Jahr 2008) – ausgeschieden als Siebter des ersten Vorlaufs

Hadley Hinds war der erste Leichtathlet der Karibikinsel Barbados, der an Olympischen Spielen teilnahm.
| Platz | Name                     | Nation      | Offizielle Zeit handgestoppt | Inoffizielle Zeit elektronisch |
| ----- | ------------------------ | ----------- | ---------------------------- | ------------------------------ |
| 1     | John Carlos              | USA         | 20,5 s                       | 20,54 s                        |
| 2     | Andrés Calonge           | Argentinien | 20,8 s                       | 20,81 s                        |
| 3     | Manikavasagam Jegathesan | Malaysia    | 20,9 s                       | 20,92 s                        |
| 4     | Livio Berruti            | Italien     | 21,0 s                       | 21,06 s                        |
| 5     | Walentin Maslakow        | Sowjetunion | 21,0 s                       | 21,07 s                        |
| 6     | Norman Chihota           | Tansania    | 21,2 s                       | 21,28 s                        |
| 7     | Canagasabai Kunalan      | Singapur    | 21,3 s                       | 21,39 s                        |
| 8     | Hadley Hinds             | Barbados    | 22,3 s                       | 22,35 s                        |

### Vorlauf 2
Wind: +0,5 m/s
| Platz | Name              | Nation              | Offizielle Zeit handgestoppt | Inoffizielle Zeit elektronisch |
| ----- | ----------------- | ------------------- | ---------------------------- | ------------------------------ |
| 1     | Tommie Smith      | USA                 | 20,3 s ORe                   | 20,37 s                        |
| 2     | Charles Asati     | Kenia               | 20,6 s0000                   | 20,66 s                        |
| 3     | Joachim Eigenherr | BR Deutschland      | 20,6 s0000                   | 20,69 s                        |
| 4     | Edwin Roberts     | Trinidad und Tobago | 20,6 s0000                   | 20,69 s                        |
| 5     | David Ejoke       | Nigeria             | 21,0 s0000                   | 21,09 s                        |
| 6     | Edwin Johnson     | Bahamas             | 21,2 s0000                   | 21,22 s                        |
| 7     | Kun Min-mu        | Taiwan              | 22,4 s0000                   | 22,44 s                        |
| DNS   | Pablo Montes      | Kuba                |                              |                                |

### Vorlauf 3
Wind: ±0,0 m/s
| Platz | Name                       | Nation     | Offizielle Zeit handgestoppt | Inoffizielle Zeit elektronisch |
| ----- | -------------------------- | ---------- | ---------------------------- | ------------------------------ |
| 1     | Larry Questad              | USA        | 20,7 s                       | 20,75 s                        |
| 2     | Julius Sang                | Kenia      | 20,8 s                       | 20,90 s                        |
| 3     | Edward Romanowski          | Polen      | 20,9 s                       | 20,95 s                        |
| 4     | Miguel Ángel González      | Mexiko     | 21,3 s                       | 21,31 s                        |
| 5     | Jean-Louis Ravelomanantsoa | Madagaskar | 21,5 s                       | 21,53 s                        |
| 6     | Norris Stubbs              | Bahamas    | 21,6 s                       | 21,64 s                        |
| 7     | Morgan Gesmalla            | Sudan      | 22,6 s                       | 22,70 s                        |

### Vorlauf 4
Wind: ±0,0 m/s
| Platz | Name              | Nation                  | Offizielle Zeit handgestoppt | Inoffizielle Zeit elektronisch |
| ----- | ----------------- | ----------------------- | ---------------------------- | ------------------------------ |
| 1     | Michael Fray      | Jamaika                 | 20,6 s                       | 20,62 s                        |
| 2     | Winston Short     | Trinidad und Tobago     | 20,9 s                       | 21,00 s                        |
| 3     | Hansruedi Wiedmer | Schweiz                 | 21,0 s                       | 21,06 s                        |
| 4     | Bernard Nottage   | Bahamas                 | 21,3 s                       | 21,31 s                        |
| 5     | Philippe Housiaux | Belgien                 | 21,4 s                       | 21,41 s                        |
| 6     | Porfirio Veras    | Dominikanische Republik | 21,5 s                       | 21,53 s                        |
| 7     | Juan Argüello     | Nicaragua               | 22,7 s                       | 22,80 s                        |

### Vorlauf 5
Wind: +0,5 m/s
Colin Thurton war der erste Leichtathlet aus Britisch-Honduras – dem heutigen Belize, der an Olympischen Spielen teilnahm.
| Platz | Name             | Nation            | Offizielle Zeit handgestoppt | Inoffizielle Zeit elektronisch |
| ----- | ---------------- | ----------------- | ---------------------------- | ------------------------------ |
| 1     | Iván Moreno      | Chile             | 20,9 s                       | 20,93 s                        |
| 2     | Jacques Carette  | Frankreich        | 20,9 s                       | 20,97 s                        |
| 3     | James Addy       | Ghana             | 20,9 s                       | 21,00 s                        |
| 4     | Fernando Acevedo | Peru              | 21,0 s                       | 21,02 s                        |
| 5     | Harry Jerome     | Kanada            | 21,2 s                       | 21,22 s                        |
| 6     | William Dralu    | Uganda            | 21,3 s                       | 21,38 s                        |
| 7     | Colin Thurton    | Britisch Honduras | 22,1 s                       | 22,14 s                        |
| DNS   | Lennox Miller    | Jamaika           |                              |                                |

### Vorlauf 6
Wind: +1,2 m/s
| Platz | Name                  | Nation                  | Offizielle Zeit handgestoppt | Inoffizielle Zeit elektronisch |
| ----- | --------------------- | ----------------------- | ---------------------------- | ------------------------------ |
| 1     | Peter Norman          | Australien              | 20,2 s OR                    | 20,23 s                        |
| 2     | Roger Bambuck         | Frankreich              | 20,5 s000                    | 20,61 s                        |
| 3     | Dick Steane           | Großbritannien          | 20,6 s000                    | 20,66 s                        |
| 4     | Rajalingam Gunaratnam | Malaysia                | 21,5 s000                    | 21,58 s                        |
| 5     | Alberto Torres        | Dominikanische Republik | 21,9 s000                    | 21,99 s                        |
| 6     | José Astacio          | El Salvador             | 23,1 s000                    | 23,13 s                        |
| DNF   | Juan Franceschi       | Puerto Rico             |                              |                                |
| DNS   | Ito Giani             | Italien                 |                              |                                |

### Vorlauf 7
Wind: +1,0 m/s
Carl Plaskett war der erste Leichtathlet der Amerikanischen Jungferninseln, der bei Olympischen Spielen teilnahm.
| Platz | Name               | Nation                       | Offizielle Zeit handgestoppt | Inoffizielle Zeit elektronisch |
| ----- | ------------------ | ---------------------------- | ---------------------------- | ------------------------------ |
| 1     | Greg Lewis         | Australien                   | 20,7 s                       | 20,71 s                        |
| 2     | Ralph Banthorpe    | Großbritannien               | 20,7 s                       | 20,73 s                        |
| 3     | Nikolai Iwanow     | Sowjetunion                  | 20,7 s                       | 20,78 s                        |
| 4     | Pedro Grajales     | Kolumbien                    | 21,0 s                       | 21,07 s                        |
| 5     | Gert Metz          | BR Deutschland               | 21,2 s                       | 21,24 s                        |
| 6     | Carl Plaskett      | Amerikanische Jungferninseln | 21,2 s                       | 21,29 s                        |
| 7     | Cristóbal Corrales | Honduras                     | 23,9 s                       | 23,93 s                        |
| DNS   | Hassan El-Mech     | Marokko                      |                              |                                |

## Viertelfinale
Datum: 15. Oktober 1968, ab 15:40 Uhr

### Lauf 1

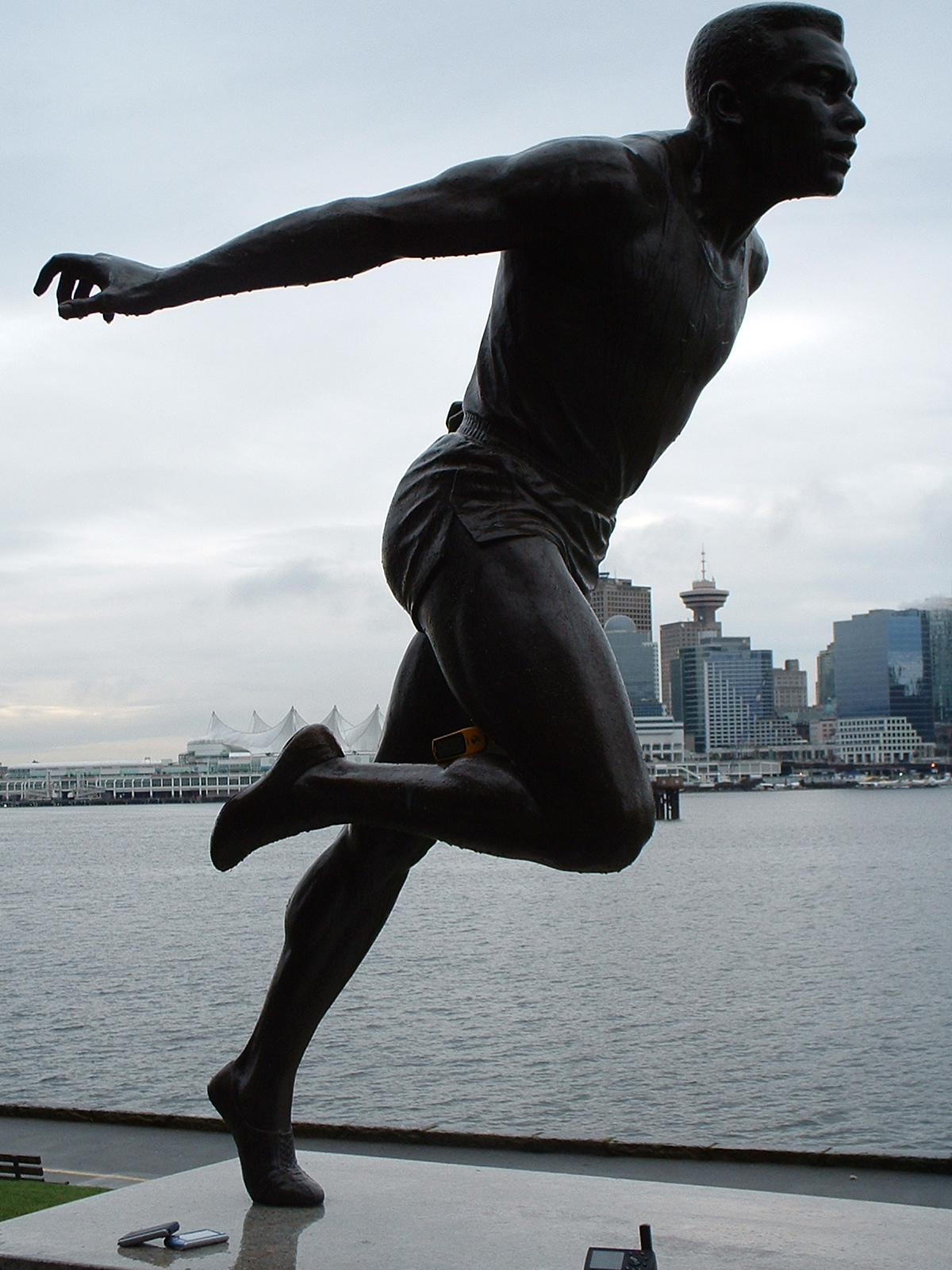
Harry Jerome (als Statue im Stanley Park, Vancouver) – ausgeschieden als Achter des ersten Viertelfinals

Wind: ±0,0 m/s
| Platz | Name                     | Nation         | Offizielle Zeit handgestoppt | Inoffizielle Zeit elektronisch |
| ----- | ------------------------ | -------------- | ---------------------------- | ------------------------------ |
| 1     | John Carlos              | USA            | 20,6 s                       | 20,69 s                        |
| 2     | Greg Lewis               | Australien     | 20,8 s                       | 20,81 s                        |
| 3     | Dick Steane              | Großbritannien | 20,8 s                       | 20,81 s                        |
| 4     | Manikavasagam Jegathesan | Malaysia       | 21,0 s                       | 21,01 s                        |
| 5     | Julius Sang              | Kenia          | 21,0 s                       | 21,04 s                        |
| 6     | Jacques Carette          | Frankreich     | 21,1 s                       | 21,15 s                        |
| 7     | Edwin Johnson            | Bahamas        | 21,4 s                       | 21,41 s                        |
| 8     | Harry Jerome             | Kanada         | 21,4 s                       | 21,43 s                        |

### Lauf 2

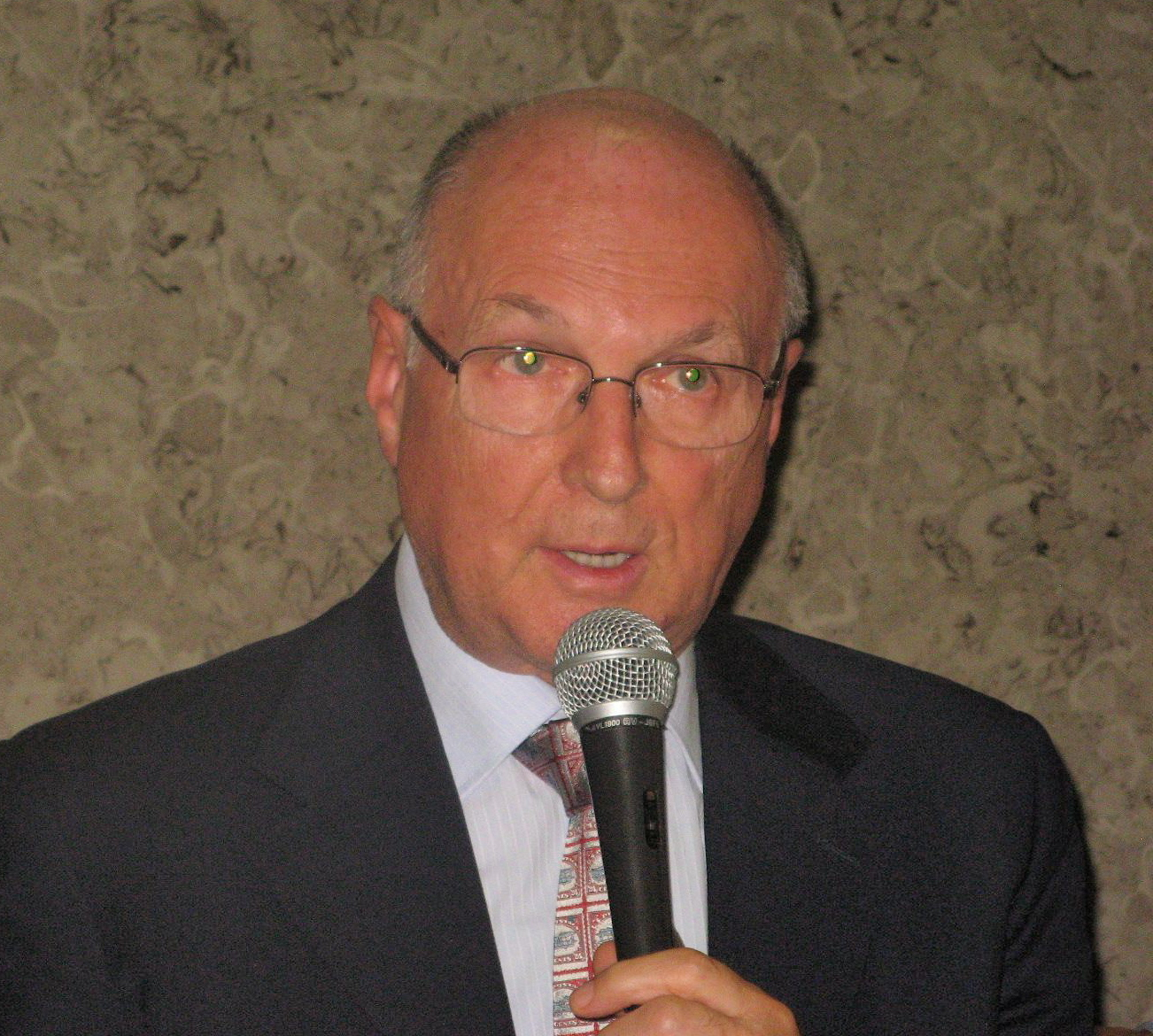
Livio Berruti (Foto: 2011) – 1960 Olympiasieger – schied als Sechster des zweiten Viertelfinals aus

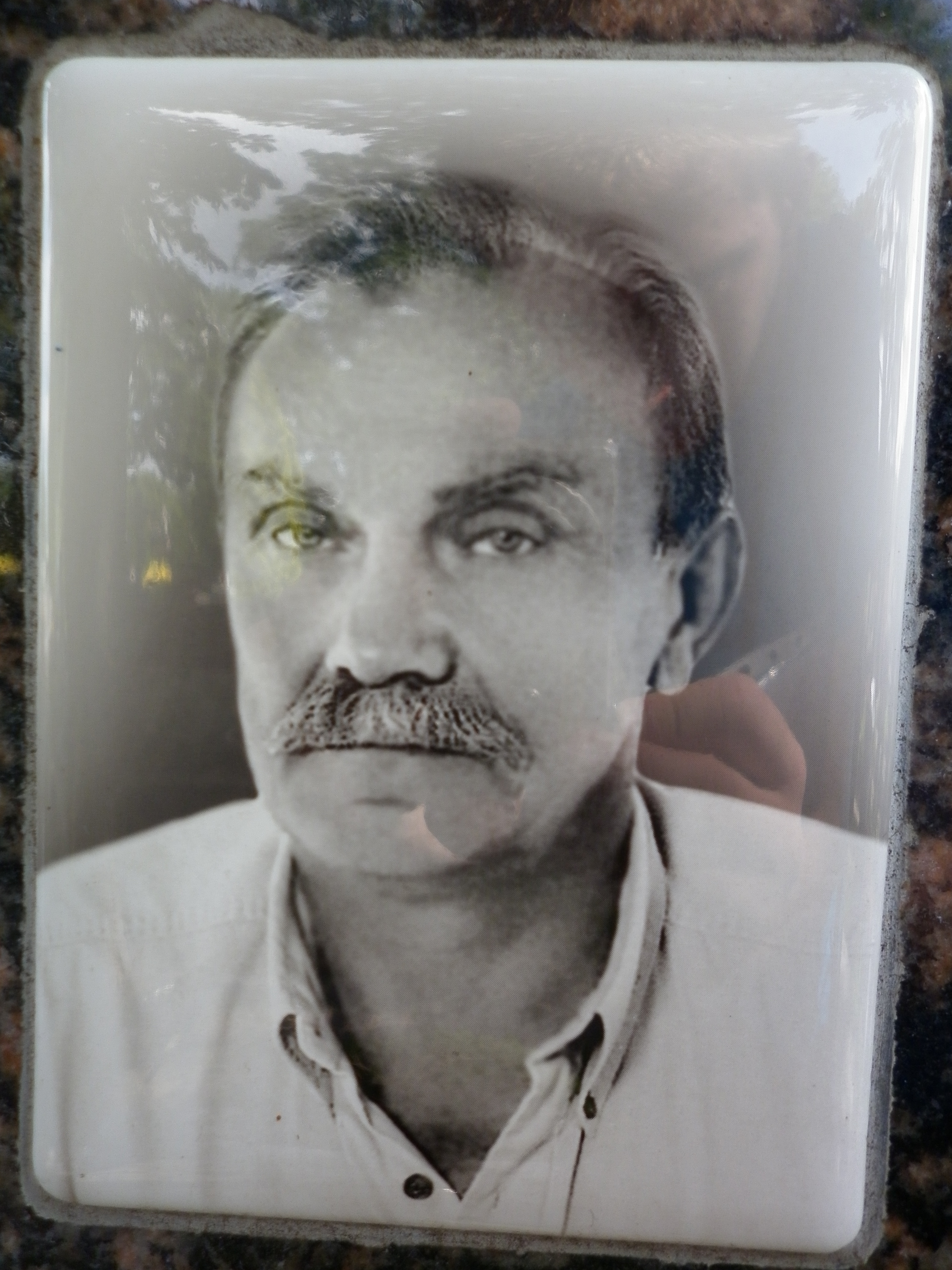
Edward Romanowski – ausgeschieden als Sechster des ersten Halbfinals

Wind: ±0,0 m/s
| Platz | Name                  | Nation              | Offizielle Zeit handgestoppt | Inoffizielle Zeit elektronisch |
| ----- | --------------------- | ------------------- | ---------------------------- | ------------------------------ |
| 1     | Peter Norman          | Australien          | 20,4 s                       | 20,44 s                        |
| 2     | Joachim Eigenherr     | BR Deutschland      | 20,5 s                       | 20,53 s                        |
| 3     | Fernando Acevedo      | Peru                | 20,7 s                       | 20,78 s                        |
| 4     | Iván Moreno           | Chile               | 20,8 s                       | 20,83 s                        |
| 5     | Charles Asati         | Kenia               | 20,8 s                       | 20,84 s                        |
| 6     | Livio Berruti         | Italien             | 21,0 s                       | 21,01 s                        |
| 7     | Winston Short         | Trinidad und Tobago | 21,5 s                       | 21,51 s                        |
| 8     | Rajalingam Gunaratnam | Malaysia            | 21,5 s                       | 21,52 s                        |

### Lauf 3
Wind: ±0,0 m/s
| Platz | Name                  | Nation              | Offizielle Zeit handgestoppt | Inoffizielle Zeit elektronisch |
| ----- | --------------------- | ------------------- | ---------------------------- | ------------------------------ |
| 1     | Tommie Smith          | USA                 | 20,2 s ORe                   | 20,28 s                        |
| 2     | Edwin Roberts         | Trinidad und Tobago | 20,4 s0000                   | 20,50 s                        |
| 3     | Edward Romanowski     | Polen               | 20,8 s0000                   | 20,85 s                        |
| 4     | Nikolai Iwanow        | Sowjetunion         | 20,8 s0000                   | 20,90 s                        |
| 5     | David Ejoke           | Nigeria             | 20,9 s0000                   | 20,99 s                        |
| 6     | Andrés Calonge        | Argentinien         | 21,0 s0000                   | 21,03 s                        |
| 7     | Hansruedi Wiedmer     | Schweiz             | 21,4 s0000                   | 21,42 s                        |
| 8     | Miguel Ángel González | Mexiko              | 21,5 s0000                   | 21,57 s                        |

### Lauf 4
Wind: ±0,0 m/s
| Platz | Name              | Nation         | Offizielle Zeit handgestoppt | Inoffizielle Zeit elektronisch |
| ----- | ----------------- | -------------- | ---------------------------- | ------------------------------ |
| 1     | Michael Fray      | Jamaika        | 20,3 s                       | 20,39 s                        |
| 2     | Larry Questad     | USA            | 20,5 s                       | 20,54 s                        |
| 3     | Roger Bambuck     | Frankreich     | 20,6 s                       | 20,63 s                        |
| 4     | Ralph Banthorpe   | Großbritannien | 20,8 s                       | 20,83 s                        |
| 5     | James Addy        | Ghana          | 20,9 s                       | 20,90 s                        |
| 6     | Walentin Maslakow | Sowjetunion    | 20,9 s                       | 20,96 s                        |
| 7     | Pedro Grajales    | Kolumbien      | 21,0 s                       | 21,05 s                        |
| 8     | Bernard Nottage   | Bahamas        | 21,5 s                       | 21,53 s                        |

## Halbfinale
Datum: 16. Oktober 1968, ab 15:20 Uhr

### Lauf 1
Wind: +0,2 m/s
| Platz | Name             | Nation         | Offizielle Zeit handgestoppt | Inoffizielle Zeit elektronisch |
| ----- | ---------------- | -------------- | ---------------------------- | ------------------------------ |
| 1     | John Carlos      | USA            | 20,1 s OR                    | 20,12 s                        |
| 2     | Peter Norman     | Australien     | 20,2 s000                    | 20,22 s                        |
| 3     | Michael Fray     | Jamaika        | 20,4 s000                    | 20,46 s                        |
| 4     | Roger Bambuck    | Frankreich     | 20,4 s000                    | 20,47 s                        |
| 5     | Iván Moreno      | Chile          | 20,8 s000                    | 20,84 s                        |
| 6     | Dick Steane      | Großbritannien | 20,8 s000                    | 20,85 s                        |
| 7     | Nikolai Iwanow   | Sowjetunion    | 20,8 s000                    | 20,89 s                        |
| 8     | Fernando Acevedo | Peru           | 20,8 s000                    | 20,91 s                        |

### Lauf 2
Wind: +0,6 m/s
| Platz | Name                     | Nation              | Offizielle Zeit handgestoppt | Inoffizielle Zeit elektronisch |
| ----- | ------------------------ | ------------------- | ---------------------------- | ------------------------------ |
| 1     | Tommie Smith             | USA                 | 20,1 s ORe                   | 20,14 s                        |
| 2     | Edwin Roberts            | Trinidad und Tobago | 20,4 s0000                   | 20,44 s                        |
| 3     | Larry Questad            | USA                 | 20,4 s0000                   | 20,48 s                        |
| 4     | Joachim Eigenherr        | BR Deutschland      | 20,4 s0000                   | 20,49 s                        |
| 5     | Greg Lewis               | Australien          | 20,5 s0000                   | 20,53 s                        |
| 6     | Edward Romanowski        | Polen               | 20,7 s0000                   | 20,80 s                        |
| 7     | Ralph Banthorpe          | Großbritannien      | 20,8 s0000                   | 20,88 s                        |
| 8     | Manikavasagam Jegathesan | Malaysia            | 21,0 s0000                   | 21,05 s                        |

## Finale

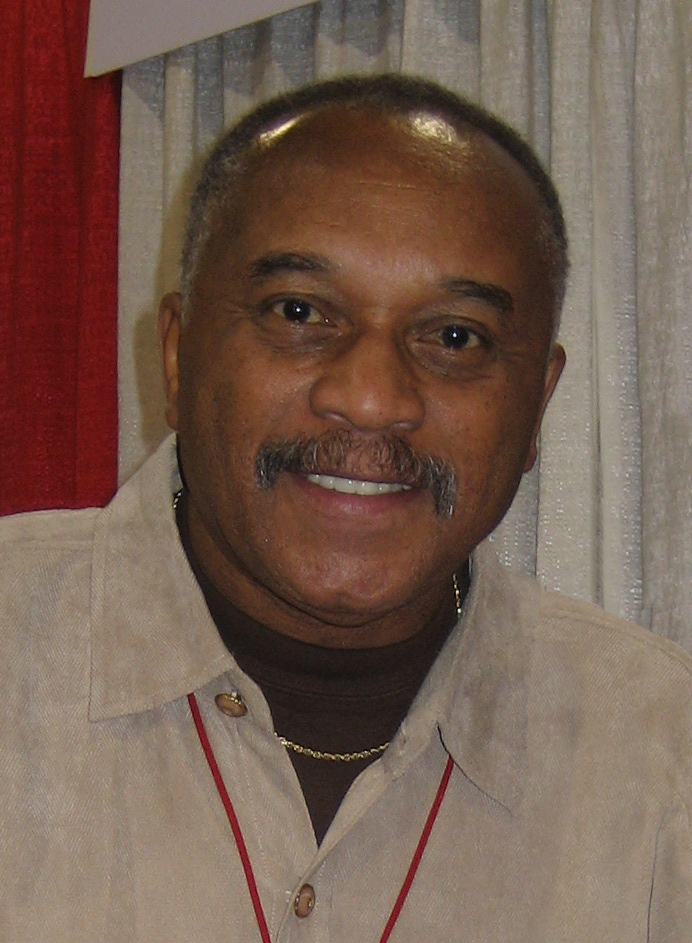
Olympiasieger Tommie Smith (hier im Jahr 2009) stellte im Finale einen neuen Weltrekord auf

Datum: 16. Oktober 1968, 17:50 Uhr
Wind: +0,9 m/s
| Platz | Name              | Nation              | Offizielle Zeit handgestoppt | Inoffizielle Zeit elektronisch |
| ----- | ----------------- | ------------------- | ---------------------------- | ------------------------------ |
| 1     | Tommie Smith      | USA                 | 19,8 s WR                    | 19,83 s                        |
| 2     | Peter Norman      | Australien          | 20,0 s000                    | 20,06 s                        |
| 3     | John Carlos       | USA                 | 20,0 s000                    | 20,10 s                        |
| 4     | Edwin Roberts     | Trinidad und Tobago | 20,3 s000                    | 20,34 s                        |
| 5     | Roger Bambuck     | Frankreich          | 20,5 s000                    | 20,51 s                        |
| 6     | Larry Questad     | USA                 | 20,6 s000                    | 20,62 s                        |
| 7     | Michael Fray      | Jamaika             | 20,6 s000                    | 20,63 s                        |
| 8     | Joachim Eigenherr | BR Deutschland      | 20,6 s000                    | 20,66 s                        |

Als Topfavorit galt der US-Sprinter Tommie Smith. Allerdings hatte sein größter Herausforderer John Carlos ihn bei den US-Ausscheidungen in elektronisch gestoppten 19,92 s – 19,7 s manuell – geschlagen. Dieser Leistung wurde die Anerkennung als Weltrekord verwehrt, da Carlos sie mit speziell für Kunststoffbeläge entwickelten Bürstenschuhen erzielt hatte. Diese wiesen 68 kurze „Nadeln“ anstelle der bis heute von der IAAF unverändert zugelassenen maximal sechs Dornen pro Laufschuh auf und wurden deshalb nicht für den offiziellen Wettkampfsport genehmigt.
Smith hatte sich im Halbfinale eine Adduktorenverletzung zugezogen und trat daher mit bandagiertem Oberschenkel an. Carlos bog im Finalrennen mit anderthalb Metern Vorsprung auf die Zielgerade ein, wurde jedoch von dem nun deutlich schnelleren Smith überholt. Dieser ließ sich auf den letzten zehn Meter bereits austrudeln und gewann dennoch in neuer Weltrekordzeit von 19,8 s. Damit war er der erste Mensch, der eine offiziell anerkannte Zeit unter 20,0 s erreichte. Carlos, der während der letzten dreißig Meter konsterniert nach links zu Smith herüberblickte, lief enttäuscht nicht mehr mit vollem Einsatz und musste so den Australier Peter Norman auf seiner rechten Seite noch passieren lassen. Wie über 100 Meter wurde der Franzose Roger Bambuck als bester Europäer Fünfter, diesmal hinter Edwin Roberts aus Trinidad und Tobago.
Im fünfzehnten olympischen Finale über 200 Meter lief Tommie Smith zur zwölften US-Goldmedaille.

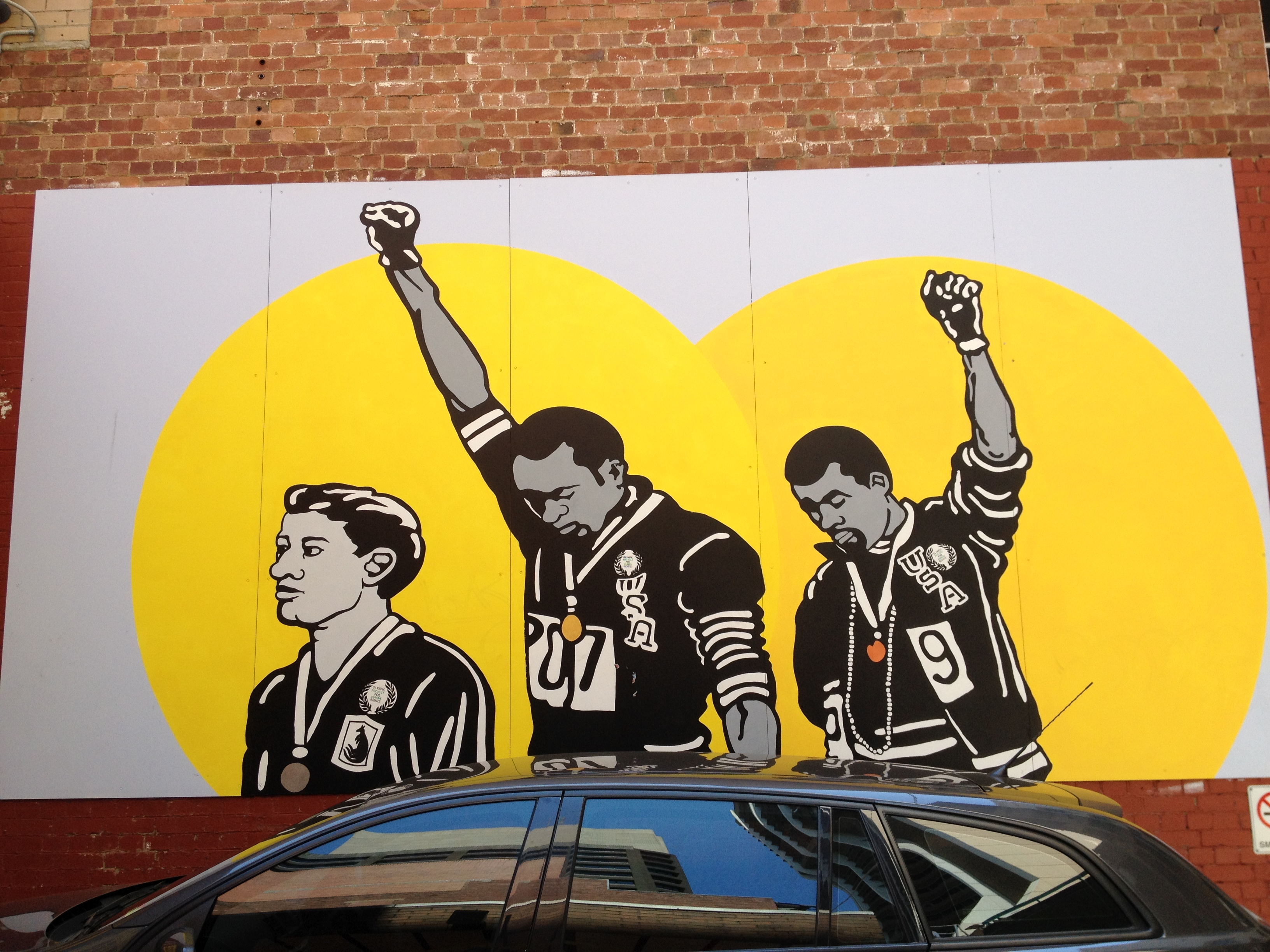
Grafik von Richard Bell und Emory Douglas zur Black-Power-Demonstration bei der 200-Meter-Siegerehrung in Brisbane, Australien
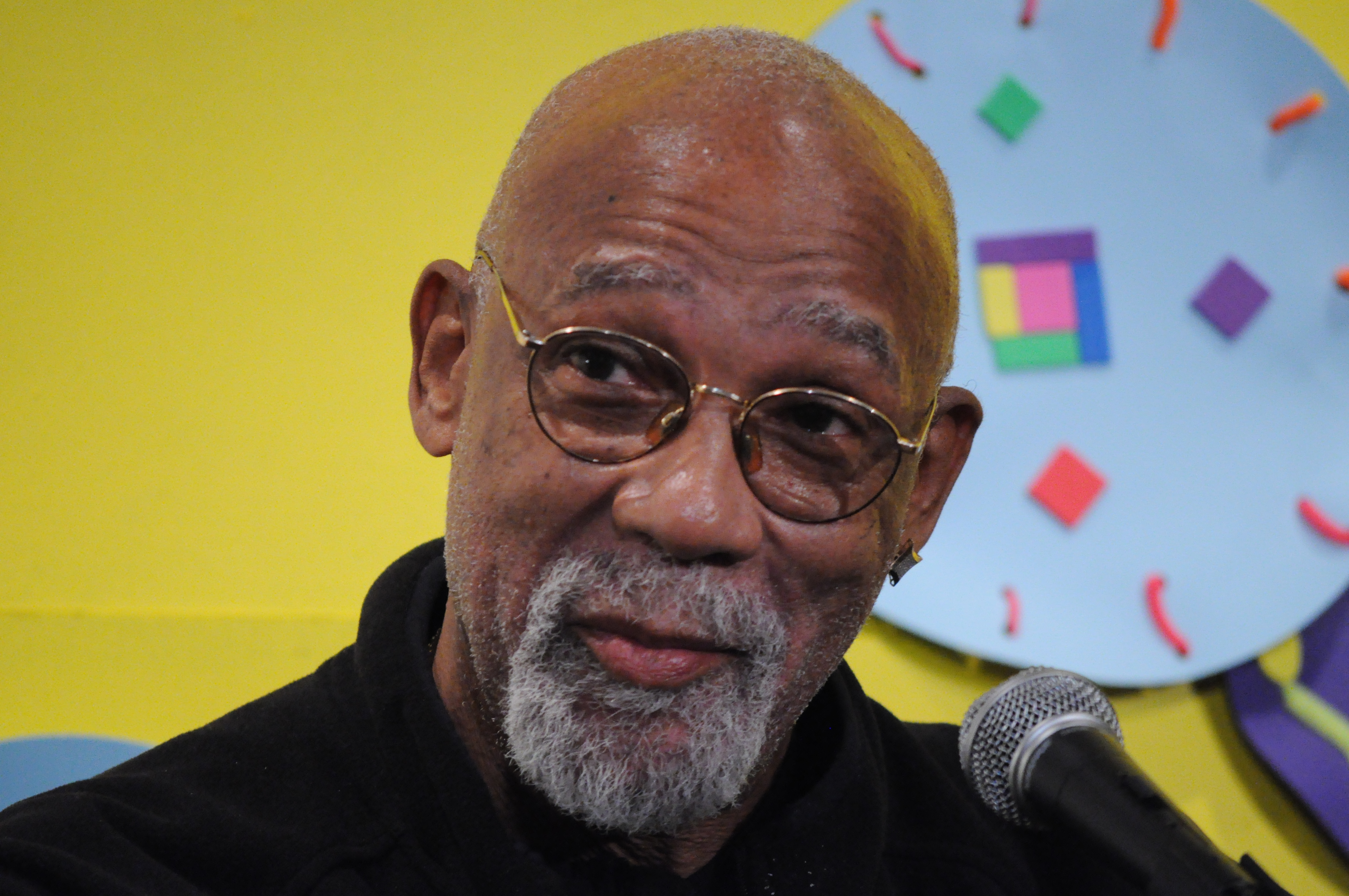
Bronzemedaillengewinner John Carlos (Foto 2011)

## Videolinks
- 200m (WR) Smith/Norman/Carlos:1968 Olympics, Mexico City, youtube.com, abgerufen am 16. September 2021
- Tommie Smith - Men's 200m (WR) - 1968 Olympics, youtube.com, abgerufen am 16. September 2021
- Black Power Salute Rocks 1968 Olympics - ABC News - October 17, 1968, youtube.com, abgerufen am 16. September 2021